# نوم (داکوتای شمالی)
نوم(به انگلیسی: Nome) شهری در ایالت داکوتای شمالی کشور ایالات متحده آمریکا است که جمعیت آن در سرشماری سال ۲۰۱۰ میلادی، ۶۲ نفر بوده‌است.